# Vlado Đoreski
Vlado Đoreski - Rafik (rođen 21. travnja 1958. godine u Bitolju) -umjetnik, grafičar, scenograf, dizajner kazališnih plakata.

## Životopis
Završio je gimnaziju u Bitolju i diplomirao na Filozofskom fakultetu, Odjel za povijest umjetnosti 1981. godine. Studirao je na Međunarodnom centru za grafičke umjetnosti u Ljubljani, Slovenija,,,,. Godine 1980. počeo je da volontira i 1981. zapošljava se kao slikar-umjetnik u Narodnom kazalištu Bitolj. 1982. godine postao je kustos suvremene umjetnosti u Institutu, muzeju i galeriji u Bitolju.
Svoju prvu samostalnu izložbu imao je 1981. godine i od tada postojano izlaže, samostalno i kolektivno, u zemlji i inozemstvu. U području likovne kritike je prisutan, prije svega, u oblasti grafike, ne zanemarujući ostale njene dijelove. Njegova artistička afirmacija pokazuje se i u međunarodne okvire, kao član žirija, kao selektora i kao stručni konzultant:
Član je međunarodnog žirija grafičkog bijenala u Varni, Bugarska.
Bio je član Međunarodnog žirija u Galeriji svjetskog crteža u Skoplju, Makedonija.
Bio je selektor makedonskih autora predstavnika zemlje i prezenter zbirke Međunarodnog grafičkog trijenala - Bitola na grafičkom trijenalu u Chamalièresu, Francuska Na ovom trijenalu on također predstavlja umjetnike iz drugih zemalja.
Stručna konzultacija i sudjelovanje u organiziranju 2 Međunarodnog grafičkog bijenala u Čačku, Srbija 201.

## Umjetnička djelatnost
Vlado Đoreski je umjetnički direktor Međunarodnog grafičkog trijenala u Bitolju, Republika Makedonija,,  i zaposlen je kao kustos za suvremenu umjetnost u nacionalnoj ustanovi "Zavod i muzej - Bitolj".

## Galerija
Kao slikar i grafičar imao je svoje samostalne izložbe, a sudjelovao je i na brojnim skupnim izložbama u zemlji i inozemstvu.
Od 2016. do 2020. sudjelovao je na preko 100 umjetničkih izložbi u mnogim zemljama svijeta:
Slovenija,,,
Hrvatska,
Francuska,
Engleska,
Italija,
Meksiko,
Poljska - Grafički trijenale Krakow,, Minijaturni bijenale grafike u Lodz,,
Rusija,
Japan,
Moldavija,
Madžarska,
Australija,
Turska,
Brazil,
Argentina,
Srbija,
Armenija,
Rumunjska...
- Druga međunarodna izložba "Mali grafički format 13x18 - Digitalna dijalog-radionica", 2014/2015, Końskich, Radomiu, Kielcah, Busku-Zbroju, Poljska[36]
- Osten muzej crteža - Vlado Đoreski - Rafik[37]
- Muzej grafike, Pisa (s Paolom Ciampinijem) (Pisa, Museo de la grafica, Italy, et Paolo Ciampini)[38]
- 9 Svjetsko trijenale grafike, 2014 Chamalières, Francuska (9 Trienniale Mondiale de petit format Chamalières, France, 2014)[39]
- Tribina grafike 2014, Muzej umjetnosti Cluj (Tribuna Graphic, 2014, Museum of Art Cluj)[40]
- Vatra, voda, zemlja 2014 Šumen, Bugarska[41]
- Vatra, voda, zemlja, 2013, Gourin, Francuska[42]
- Sedmo međunarodno grafičko trijenale Bitolj[43]
- Međunarodni umjetnički projekti 2012 Šumen, Bugarska[44]
- Šesto međunarodno grafičko trijenale Bitolj 2009[45]
- Svjetska galerija umjetnosti na papiru - Osten, 2009[46]
- Četvrto međunarodno grafičko trijenale Bitolj, 2003 (grupa Sibelius)[47]
- Drugo međunarodno bijenale male grafike, 2003, Tetovo (grupa Sibelius)[48]
- Samostalna izložba, Prilep, 2002, 37 MKF "Vojdan Černodrinski"[49]
- Samostalna izložba, Skoplje, 2001, Mlado Otvoreno kazalište
- La Bellone, Bruxelles, 2000 (La Bellone, Bruxelles, 2000)
- Grafička umjetnost, Debrecin, 2000  (Grafikusmuveszek, Debrecen, Hungary, 2000)
- Grafičko bijenale, Seoul, 2000  (Print Biennial, Seul, 2000, 12)
- Treće međunarodno grafičko trijenale Bitolj, 2000 (grupa Sibelius)[50]
- Treće međunarodno grafičko trijenale Bitolj, 2000 (Vlado – Misa anđela)[51]
- Balkanska izložba grafika, Subotica i Novi Sad, 1999[52]
- Norveško međunarodno grafičko trijenale, Fredrikstad, 1997 (Norwegian international print triennale, Fredrikstad,1997)
- Samostalna izložba, Bitolj, 1981[53]

Vlado Đoreski je dugi niz godina prisutan na kazališnoj sceni i njegove scenografije osvojile su brojne nagrade i pozitivne kritike.
Njegove scenografije su prisutne u mnogim kazalištima u Makedoniji i inozemstvu.
Dramsko kazalište Skoplje
- Hamlet (1997 i 2012)[58][59]
- Jona Hrast[60]
- Sva lica Petreta Andrejevskog[61]
- Arhelaos ili Euripid se vraća kući[62]

Tursko kazalište Skoplje
- Romeo i Julija[63]
- Gilgameš[64]
- Tartif[65]
- I ja sam Orhan[66]

Makedonsko narodno kazalište
- Delirijum za dvoje[67]
- Život je san[68]

Narodno kazalište Strumica
- Dosije Strindberg[69]
- Posljednji dan Misirkova[70]

Narodno kazalište Prilep
- Roberto Zuko[71]
- Pukovnik ptica
- Žena za pukovnika[72]
- Svjetionik[73]
- Jadni život[74]

Narodno kazalište Bitolj
- Braća Karamazovi[75]
- Majstor i Margarita[57]
- Podzemna republika[76]
- Bjegunica
- Dom Bernarde Albe
- Notre femme de Paris[77]

Rodopsko dramsko kazalište "Nikolaj Hajtov" (Родопски драматичен театър „Николай Хайтов“), Smoljan
- M m j.... tko je prvi počeo

Grad kazalište "Marin Držić" (Gradsko kazalište Marina Držića), Dubrovnik
- Braća Karamazovi[78]

### Likovna kritika
Njegovi kritički eseji kreću od lokalnog, bitoljskog likovnog miljea i kroz Balkanske prostore protežu se diljem svijeta.
- Agatha Gertchen, Poljska[79][80][81]
- Dimitar Kočevski - Mićo[82]
- Đurić - Džamonja[83]
- Leonardo Gottlieb, Argentina[84]
- Marc Frising, Belgija[85][86]
- Maurice Pasternak, Belgija[87]
- Paolo Ciampini, Italija[88]
- Sveto Manev[89][90]
- Slobodan Jevtić, Francuska[91]
- Tatjana Maneva[92]

### Dizajn kazališnih plakata
Vlado Đoreski je autor brojnih kazališnih plakata za koji je dobio brojne nagrade i priznanja. On je izradio plakate za kazališne predstave:
- "Majstor i Margarita" - Bulgakov, Narodno kazalište Bitolj,
- "Opera za tri groša" - Brecht, Narodno kazalište Prilep,
- "Don Quijote" - Cervantes, Narodno kazalište Štip,
- "Policajci" - Mrožek, Narodno kazalište Ohrid,
- "Braća Karamazovi" - Dostojevski, Gradsko kazalište "Marin Držić" Dubrovnik, Hrvatska,
- "M m j .... tko prvi poče" - Dukovski, Rodopsko kazalište Smoljan, R. Bugarska, itd

### Originalni projekti
- Evanđelje po sjenama (s Vladom Cvetanovskim) - Narodno kazalište Bitolj[93][94]
- I ja sam Orhan (prema delima Orhana Pamuka) – Tursko kazalište Skoplje[95]
- Dosije Strindberg – Narodno kazalište Strumica[96][97]
- Dramatizacija i adaptacija Plevneševog dela "Osmo svjetsko čudo" - Narodno kazalište Bitolj[98]

## Nagrade
Dobitnik je brojnih nagrada za scenografiju i dizajn kazališnih plakata:
- Makedonski kazališni festival "Vojdan Černodrinski" Prilep, 2012 – Nagrada za najbolji promotivni materijal za predstavu "Policajac" (Ohridsko kazalište)[99]
- Makedonski kazališni festival "Vojdan Černodrinski" Prilep, 2011 – Nagrada za najbolji promotivni materijal za predstavu "Hamlet“ (Dramsko kazalište Skoplje)[100]
- Makedonski kazališni festival "Vojdan Černodrinski" Prilep, 2010 – Nagrada za najbolji promotivni materijal za predstavu "Braća Karamazovi“ (Narodno kazalište Bitolj)[101]
- Makedonski kazališni festival "Vojdan Černodrinski" Prilep, 2009 – Nagrada za najbolji promotivni materijal za predstavu "Zadnji dan Misirkova“ (Narodno kazalište Strumica)[102]
- Makedonski kazališni festival "Vojdan Černodrinski" Prilep, 2008 – Nagrada za najbolji promotivni materijal za predstavu „Bjegunica“ (Narodno kazalište Štip)[103]
- Makedonski kazališni festival "Vojdan Černodrinski" Prilep, 2008 – Nagrada za najbolju scenografiju za predstavu "Bjegunica" (Narodno kazalište Štip)[103]
- Makedonski kazališni festival "Vojdan Černodrinski" Prilep, 2007 – Nagrada za najbolji promotivni materijal za predstavu „Tartif“ (Narodno kazalište Štip)[104]
- Makedonski kazališni festival "Vojdan Černodrinski" Prilep, 2006 – Nagrada za scenografiju za predstavu "Roberto Zuko“ (Narodno kazalište Prilep)[105]
- Makedonski kazališni festival "Vojdan Černodrinski" Prilep, 2003 – Nagrada za najbolji promotivni materijal za predstavu "Na dnu", (Narodno kazalište Bitolj)[106]
- Makedonski kazališni festival "Vojdan Černodrinski" Prilep, 1998 – Nagrada za scenografiju za predstavu "Pukovnik ptica" (Narodno kazalište Prilep)[107]
- Makedonski kazališni festival "Vojdan Černodrinski" Prilep, 1998 – Nagrada za najbolji promotivni materijal za predstavu „Pukovnik ptica“ (НNarodno kazalište Prilep)[107]
- Makedonski kazališni festival "Vojdan Černodrinski" Prilep, 1996 – Nagrada za scenografiju za predstavu „Majstor i Margarita“ (Narodno kazalište Bitolj)[107]
- Makedonski kazališni festival "Vojdan Černodrinski" Prilep, 1994 – Nagrada za scenografiju za predstavu „Notre femme de Paris“ (Narodno kazalište Bitolj)[107]
- Makedonski kazališni festival "Vojdan Černodrinski" Prilep, 1991 – Nagrada za scenografiju za predstavu „Podzemna republika“ (Narodno kazalište Bitolj)[107]
- Nagrada - Premija na Bijenalu suvremene međunarodne grafičke umjetnosti, Молдавија

.
- Nagrada - Premija na Međunarodnom grafičkom bijenalu u Bukureštu, Rumunjska.[109]

## Vanjske poveznice
- Academia.edu
- for Paolo Ciampini
- GORESKI tutte le informazioni
- MAM Multimedia Art Magazine
- Akademia Sztuk Pięknych (Katowice)
- Владо Ѓорески
- Grafiche divagazioni - Grafiche divagazioni - Incisori Contemporanei
- KOLEKCJA
- Internazionale di Grafica d’Arte  Arhivirana inačica izvorne stranice od 10. listopada 2021. (Wayback Machine)
- Organizing Committee[neaktivna poveznica]
- GORESKI tutte le informazioni
- MAM Multimedia Art Magazine
- / vladogoreski
- EXIBART
- ГРАФИЧКОТО ТРИЕНАЛЕ ВО БИТОЛА
- Графичкото триенале во Битола  Arhivirana inačica izvorne stranice od 24. veljače 2020. (Wayback Machine)
- Театарот „Марин Држиќ“ од Дубровник  Arhivirana inačica izvorne stranice od 24. veljače 2020. (Wayback Machine)
- Владо Ѓорески